# Tu'i Nayau
Tu'i Nayau („gospodar Nayaua”) fidžijski je plemićki naslov. Nayau je otok sjeverno od otoka Lakebe te je smatran glavnim otokom arhipelaga Laua. Prije nego što muškarac bude učinjen novim Tu'ijem Nayauem, onaj koji polaže pravo mora dokazati svoje pravo te postaje Sau ili veliki poglavica Laua. Svaki Sau nije bio Tu'i Nayau.
Supruga — nekada glavna supruga — poglavice Nayaua postaje Radini Nayau, „gospa Nayaua”.
| Redoslijed |                                   | Vladavina   | Živio       | Bilješke                                 |
| 1.         | Niumataiwalu                      |             |             | Nije bio Tui Nayau.                      |
| 2.         | Uluilakeba I.                     |             |             | Niumataiwaluov sin; nije bio Tu’i Nayau. |
| 3. (1)     | Rasolo                            |             |             | Niumataiwaluov sin; prvi Tu’i Nayau      |
| 4.         | Matawalu                          |             |             | Sin Niumatawaluov                        |
| 5.         | Dranivia                          | ...         | ...         | Sin Uluilakebe I.                        |
| 6.         | Lubati                            | ...         | ...         | Sin Niumatawaluov                        |
| 7. (2)     | Roko Malani                       | 17??-1833   | 17??-1833   | Rasolov sin                              |
| 8. (3)     | Taliai Tupou                      | 1833–1875   | 17??-1875   | Rasolov sin                              |
| 9.         | Tevita Uluilakeba II.             | 1875.–1876. | 18??-1876   | Malanijev unuk                           |
| 10. (4)    | Eroni Loganimoce                  | 1876–1898   | 18??-1898   | Sin Taliaija Tupoua                      |
| 11. (5)    | Alifereti Finau Ulugalala         | 1898–1934   | 18??-1934   | Sin Uluilakebe II.                       |
| 12. (6)    | Tevita Uluilakeba III.            | 1934–1966   | 1898–1966   |                                          |
| 13. (7)    | Kamisese Kapaiwai Tuimacilai Mara | 1969–2004   | 1920.–2004. | Sin Uluilakebe III.                      |